# Ein Fall für KBBG
Ein Fall für KBBG (auch KBBG) ist ein deutscher Kurzfilm des Regisseurs Daniel Rakete Siegel aus dem Jahr 2007. Die Parodie auf die Jugendhörspielserie Ein Fall für TKKG war Siegels Abschlussarbeit an der Internationalen Filmschule Köln und wurde durch die Filmstiftung NRW gefördert.
Produzenten des Films sind die Internationale Filmschule Köln in Koproduktion mit Springbrunnen der Freude und Liebe GbR/Köln in Kooperation mit der Fachhochschule Dortmund.

## Handlung
Karsten, Becky, Bröckchen und Gerd waren in ihrer Jugend Helden einer Hörspielserie. Jetzt sind die Jungdetektive von KBBG erwachsen geworden. Karsten schlägt sich als Kaufhausdetektiv durch und schießt dabei in seinen Methoden über das Ziel hinaus. Insgeheim trauert er seiner Jugendliebe Becky nach, die derweil mit wirklich jedem ins Bett steigt. Auch Bröckchen und Gerd sind zu bizarren Losern geworden. Ihre große Chance, aus diesen Sackgassen herauszufinden, eröffnet ihnen ihre Nemesis Goldjacke Schneider, der nach zwanzig Jahren aus dem Knast entlassen wird. Er sinnt auf Rache an KBBG, die ihn damals ins Gefängnis gebracht haben. Karsten ergreift die Gelegenheit beim Schopfe und bringt die Truppe wieder zusammen. Doch sie ahnen nicht, dass Goldjackes Plan, die Jungs umzubringen, Becky als Werkzeug hat.

## Festivals
- Grenzland Filmtage Selb 2008
- Vienna Independent Shorts 2008
- International Student Film Festival Tel-Aviv, Israel 2008
- New Talents Biennale Köln 2008
- Medienfest NRW Köln 2008